# Курводон
Курводо́н (фр. Courvaudon) — коммуна во Франции, находится в регионе Нижняя Нормандия. Департамент коммуны — Кальвадос. Входит в состав кантона Вилле-Бокаж. Округ коммуны — Кан.
Код INSEE коммуны — 14195.

## Население
Население коммуны на 2010 год составляло 212 человек.
| 1962 | 1968 | 1975 | 1982 | 1990 | 1999 | 2010 |
| ---- | ---- | ---- | ---- | ---- | ---- | ---- |
| 209  | 221  | 179  | 186  | 219  | 199  | 212  |

## Экономика
В 2010 году среди 140 человек трудоспособного возраста (15—64 лет) 116 были экономически активными, 24 — неактивными (показатель активности — 82,9 %, в 1999 году было 72,2 %). Из 116 активных жителей работали 108 человек (64 мужчины и 44 женщины), безработных было 8 (2 мужчин и 6 женщин). Среди 24 неактивных 6 человек были учениками или студентами, 7 — пенсионерами, 11 были неактивными по другим причинам.